# Wootton Rivers
Wootton Rivers est un petit village situé entre Pewsey et Marlborough dans le Wiltshire.

## Le village

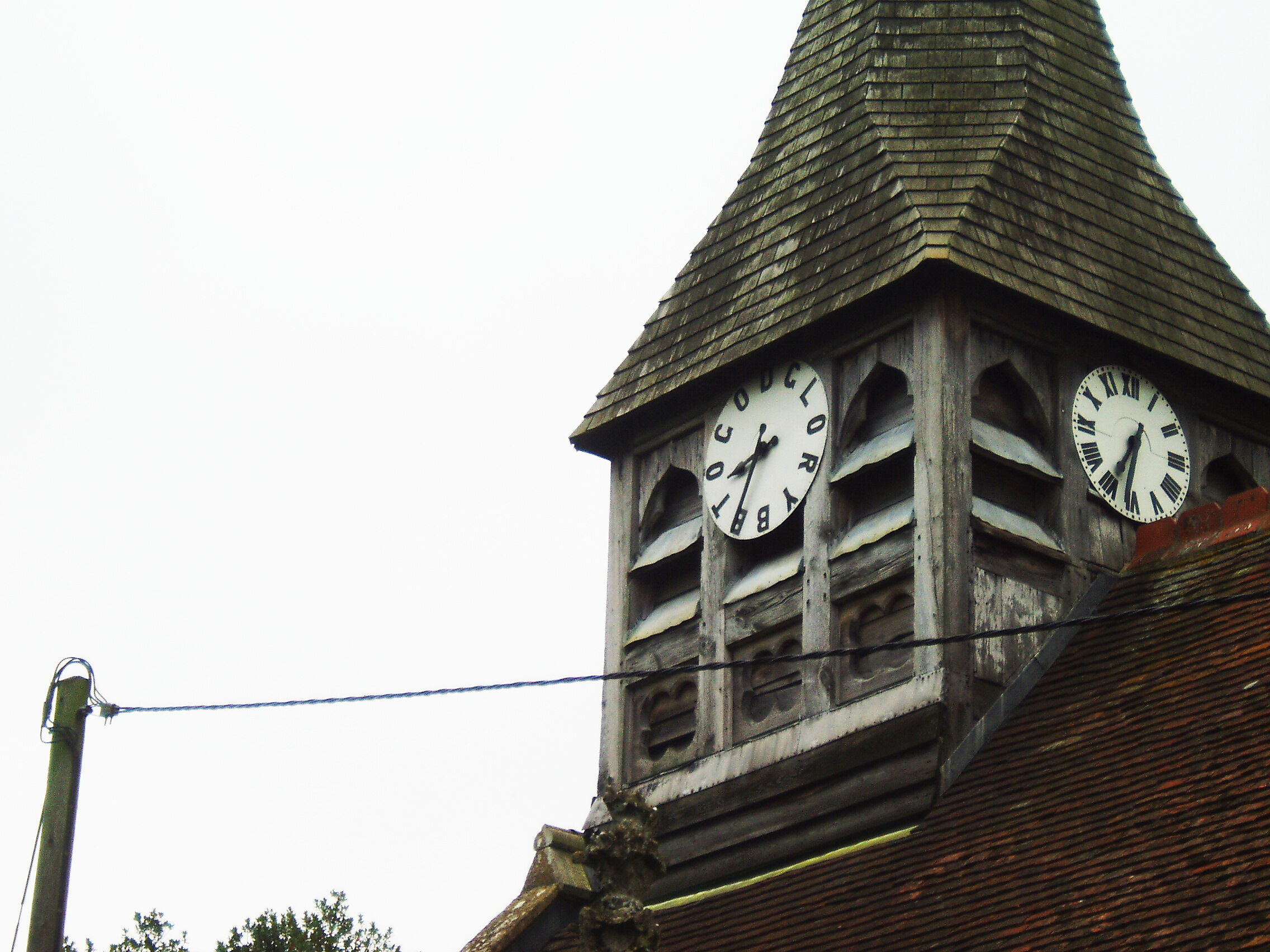
Horloge de l'église

Le village et son église sont construits sur ce qui était à l'origine le site d'un manoir saxon. Au début du XIVe siècle, il passa aux mains de la famille de la Rivière, dont il porte aujourd'hui le nom. 
L'église est dédiée à saint Andrew et dispose d'un clocher en bois dans lequel a été construite une horloge inhabituelle faite de ferraille, poids en laiton, de métal d’armes à feu et de tuyaux de cuivre. L'horloge a trois faces utilisant les lettres GLORY.BE.TO.GOD au lieu de chiffres. Son mécanisme de carillon est comme celui d'une boîte à musique et joue six mélodies distinctes. Il se trouve à l'extrémité sud du village avec la maison du presbytère, et la ferme domaniale, appelée maintenant Manor Farmhouse (Ferme du manoir).
Le canal Kennet et Avon a été construit à une extrémité du village vers 1807 et a été ouvert entièrement en 1810. L'écluse de Wootton Rivers avait une maison de gardien et un quai associé. Le canal a été restauré dans les années 1970 et les écluses ont été rouvertes en 1973. Le chemin de fer Mid-Wilts, maintenant disparu, a été construit en parallèle et immédiatement au sud du canal en 1862. Un arrêt pour les passagers a été ouvert à l'extrémité sud du village en 1928 et fermé en 1966. Un répertoire géographique de 1872 mentionnait qu'il y avait également un bureau de poste, une fonderie et une usine de machines agricoles et que l'Église dirigeait une école nationale. Le village conserve encore un pub du XVIe siècle, qui est couvert de chaume, comme la plupart du reste du village. Au XIXe siècle, sa population dépassait les 400 habitants mais a depuis diminué de moitié. La plupart du village a été désigné une zone de conservation en 1975 et contient quelque 25 bâtiments datant d'avant 1800.